# Naso (Italie)
Pour les articles homonymes, voir Naso (homonymie).
Naso (Nèse en français) est une commune italienne de la province de Messine dans la région Sicile en Italie.

## Administration
| Période                                  | Période | Identité | Étiquette | Qualité |
| ---------------------------------------- | ------- | -------- | --------- | ------- |
|                                          |         |          |           |         |
| Les données manquantes sont à compléter. |         |          |           |         |

### Communes limitrophes
Brolo, Capo d'Orlando, Castell'Umberto, Ficarra, Mirto, San Salvatore di Fitalia, Sinagra